# ハンドシェイク

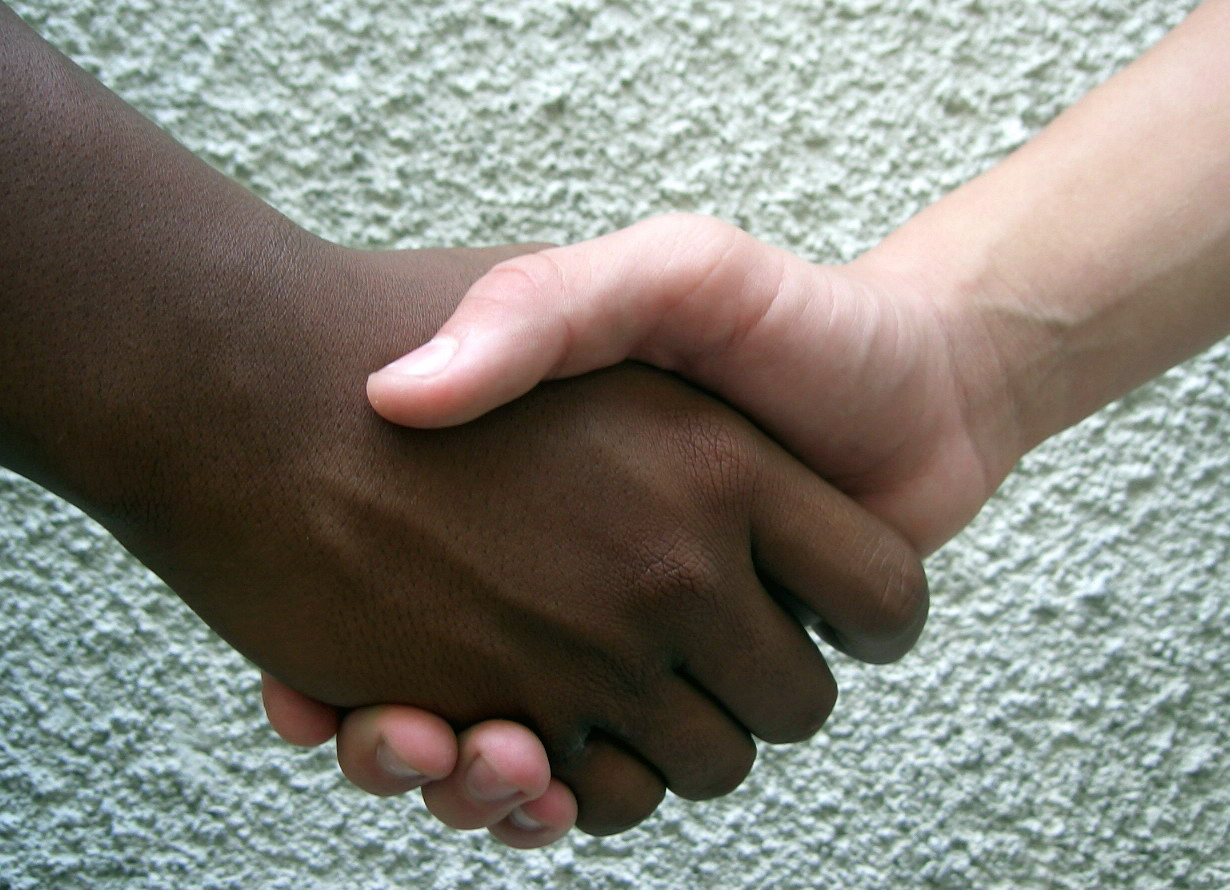
ハンドシェイクの用語は、人間同士の対話の前に行われる握手に由来する。

ハンドシェイク（英: handshake）は、情報技術や電気通信の分野において、2点間の通信路を確立した後、本格的に通信を行う前にパラメータを取り決めるなどの事前のやり取りを自動的に行うこと。その後、通常の情報の転送を行う。
コンピュータが外部の機器と通信する際には、通信の規則を確立する手段としてハンドシェイクが行われる。例えば、モデムやプリンターを使う場合、コンピュータはそれら機器とハンドシェイクによるコネクションの確立をする必要がある。
ハンドシェイクは、通信路の両端にある装置とシステムの双方にとって受け入れられるパラメータについての交渉に使われることもある。例えば、情報転送レート、符号の種類、パリティ、割り込み方式、その他の通信プロトコルやハードウェア固有の設定などである。
ハンドシェイクは、通信路で接続された比較的異質なシステムや装置の間での通信を人間が介在することなく可能にする。古典的な例としてモデムがある。モデムはコネクションが確立されると、ある一定時間だけ通信パラメータの設定を行い、その後は設定したパラメータにしたがって可能な限りの性能と品質で情報転送を行う。コネクション確立後、少しの間スピーカーから耳障りなノイズが流れるモデムもあるが、これは相手方のモデムとハンドシェイクを行っているときの信号を音として流しているものである（1秒間に約100回ほどON/OFFを繰り返すことであのような音になる）。ハンドシェイクが終わると、一般にスピーカーから音はしなくなる（OSやモデム制御アプリケーションの設定による）。